# Amelie von Wulffen
Amelie von Wulffen (* 1966 in Breitenbrunn) ist eine deutsche Künstlerin (Collagen, Zeichnungen und fotografische Überblendungen). In ihrem Werk beschäftigt sie sich mit biographischen Recherchen.

## Leben
Von 1987 bis 1994 studierte sie an der Akademie der Bildenden Künste München (bei Daniel Spoerri und Olaf Metzel).
Im Jahre 2000 erhielt sie den Villa-Romana-Preis, 2002 den ars-viva-Preis und 2016 den 3. Kunstpreis Ruth Baumgarte. Sie war auf der 50. Biennale Venedig und der Manifesta 5 vertreten.
Amelie von Wulffen lebt heute in Berlin. Sie wird von Barbara Weiss Galerie in Berlin, Freedman Fitzpatrick in Los Angeles & Paris, Gio Marconi in Milano und Reena Spaulings in New York & Los Angeles repräsentiert.

## Ausstellungen

### Einzelausstellungen (Auswahl)
- 1996: Amelie von Wulffen, München[2]
- 2005: Amelie von Wulffen. Centre Georges Pompidou, Paris.
- 2015: Malerei 2000-15. Eine Retrospektive auf Amelie von Wulffen in der Münchner Pinakothek der Moderne.[3]

### Gruppenausstellungen (Auswahl)
- 2004: 3. Berlin Biennale für Zeitgenössische Kunst
- 2005: Tauchfahrten – Zeichnung als Reportage. Kunsthalle Düsseldorf
- 2007: Made in Germany – Aktuelle Kunst aus Deutschland. Sprengel-Museum und Kunstverein Hannover